# Episodi di Atypical (terza stagione)
La terza stagione della serie televisiva Atypical, composta da 10 episodi, è stata interamente pubblicata sul servizio di video on demand Netflix il 1º novembre 2019 in tutti i territori in cui il servizio è disponibile.
| nº | Titolo originale              | Titolo italiano                      | Pubblicazione USA | Pubblicazione Italia |
| -- | ----------------------------- | ------------------------------------ | ----------------- | -------------------- |
| 1  | Best Laid Plans               | I piani migliori                     | 1º novembre 2019  | 1º novembre 2019     |
| 2  | Standing Sam                  | Statico Sam                          | 1º novembre 2019  | 1º novembre 2019     |
| 3  | Cocaine Pills and Pony Meat   | Pasticche di cocaina e carne di pony | 1º novembre 2019  | 1º novembre 2019     |
| 4  | Y.G.A.G.G.                    | Q.F.C.C                              | 1º novembre 2019  | 1º novembre 2019     |
| 5  | Only Tweed                    | Solo tweed                           | 1º novembre 2019  | 1º novembre 2019     |
| 6  | The Essence of a Penguin      | L'essenza di un pinguino             | 1º novembre 2019  | 1º novembre 2019     |
| 7  | Shrinkage                     | Riduzione                            | 1º novembre 2019  | 1º novembre 2019     |
| 8  | Road Rage Paige               | Paige pilota pazza                   | 1º novembre 2019  | 1º novembre 2019     |
| 9  | Sam Takes a Walk              | Sam va a passeggio                   | 1º novembre 2019  | 1º novembre 2019     |
| 10 | Searching for Brown Sugar Man | Alla ricerca di Brown Sugar          | 1º novembre 2019  | 1º novembre 2019     |